# 京兰高速动车组列车
京兰高速动车组列车是中国铁路运行于首都北京市北京西站至甘肃省省会兰州市兰州西站间的高速动车组列车，自2017年7月9日起开行，现每日开行2对列车。其中G91/92次列车由北京局集团石家庄客运段担任客运乘务，G429/430次列车由兰州局集团兰州客运段担任客运乘务。

## 历史

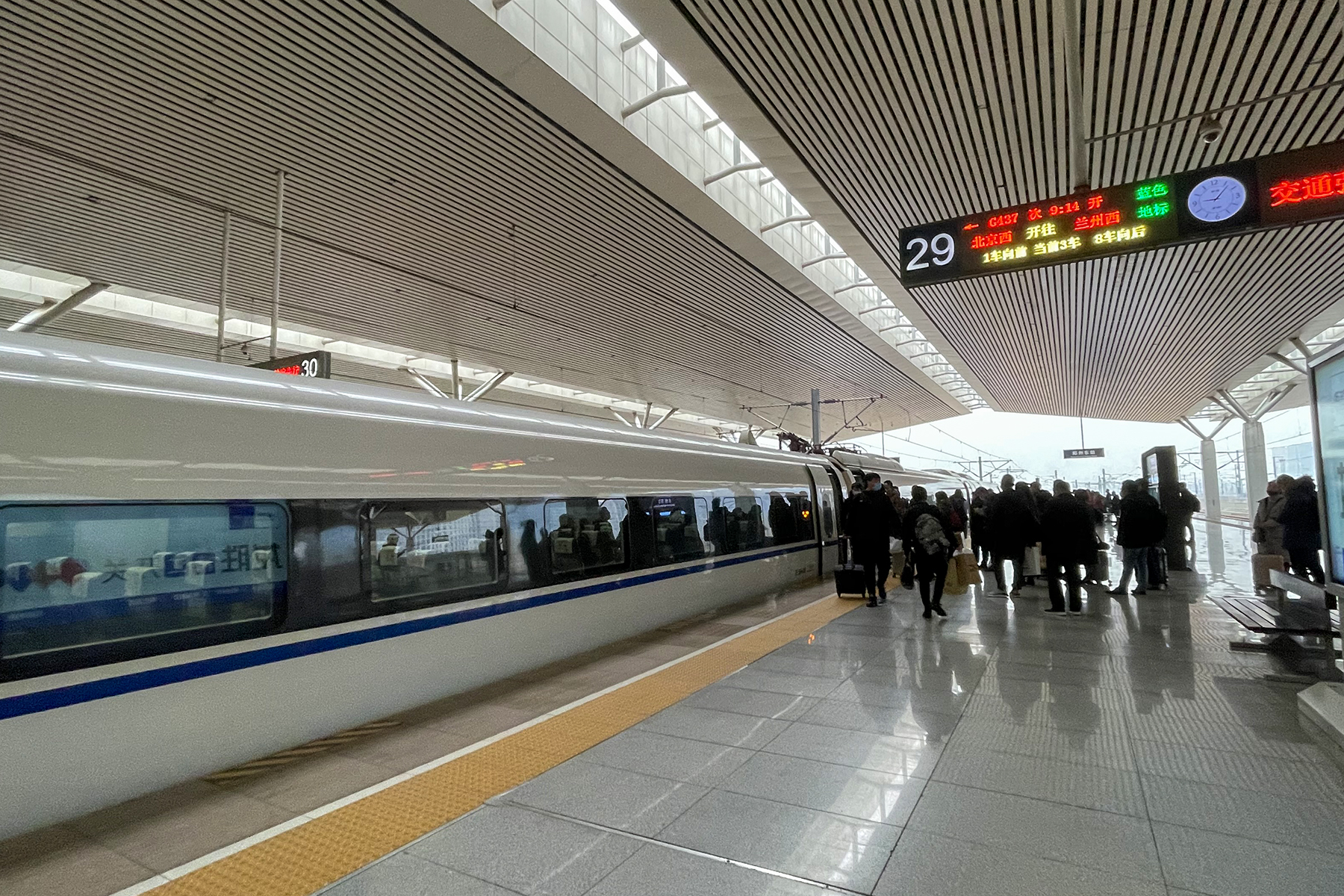
G437次列车停靠于郑州东站

2017年7月9日，配合徐兰客运专线宝鸡南至兰州西段通车，原北京西~郑州东G429/430次列车延长至兰州西站始发终到。
2018年7月1日，新增北京西~兰州西G427/428次列车。
2019年10月11日，原G427/428次列车车次调整为G437/438次列车。
2022年6月20日，配合京广高速铁路京武段达速运行，京广高速铁路运行图重排。原G437/438次列车车次调整为G91/92次列车，改由北京局集团担当。G429/430次列车改由兰州局集团担当。

## 使用列车

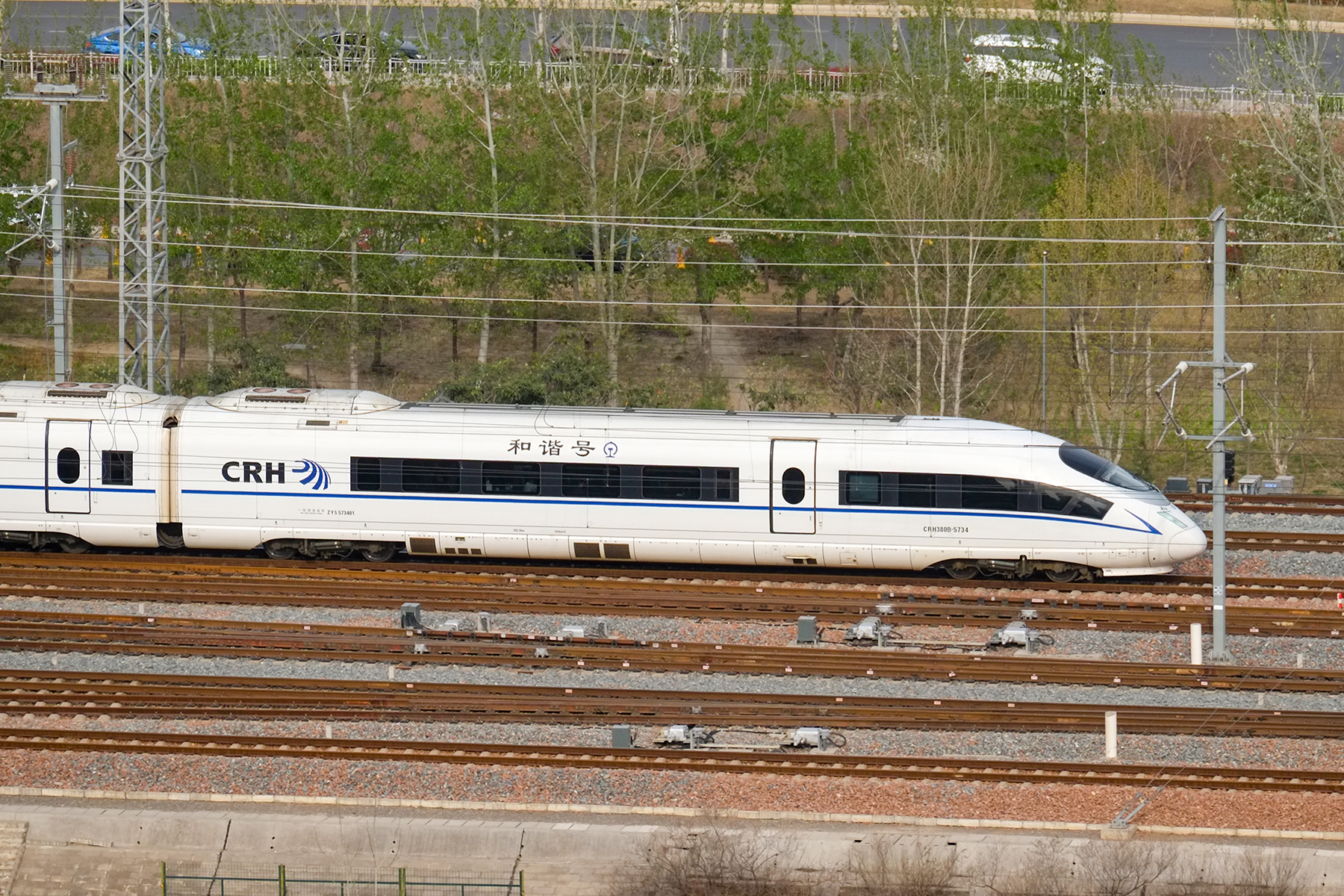
CRH380B型第5734号担当的G429次驶入郑州东站

G91/92次列车使用配属于北京局集团北京西动车运用所的CR400AF，重联运行；G429/430次列车使用配属于兰州局集团兰州西动车运用所的CRH380B。